# Murraya paniculata
Murraya paniculata är en vinruteväxtart som först beskrevs av Carl von Linné, och fick sitt nu gällande namn av Nikolaus Joseph von Jacquin. Murraya paniculata ingår i släktet Murraya och familjen vinruteväxter. Inga underarter finns listade i Catalogue of Life.